# Cúmplices de um Resgate
Cúmplices de um Resgate es una adaptación de la telenovela original mexicana Cómplices al rescate de origen brasileño producida por SBT entre 2015-2016. Adaptada por Iris Abravanel y dirigida por Reynaldo Boury, es un remake de la telenovela mexicana infantil Cómplices al rescate, creada por Rosy Ocampo en 2002 y que también fue exhibida en el canal brasileño SBT. Las grabaciones de la telenovela fueron iniciadas en 23 de marzo de 2015, siendo programada por el SBT para sustituir Chiquititas.
Larissa Manoela interpreta a los personajes principales Manuela e Isabela, respectivamente, en una trama que narra el cotidiano de dos hermanas gemelas que cambian de lugar. La trama tiene como protagonistas: Juliana Baroni, Duda Nagle y João Guilherme Ávila y las actuaciones antagónicas de Maria Pinna, Giovanna Chaves, Dani Moreno y Nando Pradho.

## Antecedentes y contexto
Al finalizar Corações Feridos (2012), que completaba una marca de 20 telenovelas inéditas desde 2001, la emisora anunció que iniciaría el desarrollo de una refilmación de la mexicana Carrusel (1989), esta ya exhibida anteriormente por el canal y que durante su transmisión alcanzó elevados índices de audiencia. Carrusel entonces fue producida, estrenó en 21 de mayo de 2012 y mantuvo una media de 12,3 puntos en la medición de audiencia, catapultando la audiencia de la emisora en un horario — 20h30min — en que acostumbraba marcar 5 puntos. La producción infantil fue bien recibida por los críticos televisivos, así como ocurriría con la sucesora Chiquititas, que estrenó en 15 de julio de 2013 y cuya producción dio procedimiento a la dramaturgia infantojuvenil. Siguiendo la misma tendencia, Cúmplices de um Resgate venía siendo estudiada para sustituir Chiquititas desde mediados de 2014. Se planea lanzar tres discos con su banda sonora y los juguetes de los personajes.

## Producción
En agosto de 2014, se inició la convocatoria para el reparto y las pruebas comenzaron en septiembre. Larissa Manoela, ya protagonista de Patrulha Salvadora en ese momento, fue llamada para interpretar a las protagonistas gemelas sin necesidad de hacer las pruebas. Las filmaciones tuvieron inicio en 23 de marzo de 2015 y antes, en enero del mismo año, aconteció un workshop de perfeccionamiento para los personajes después de la definición del elenco. Los primeros teasers comenzaron a ser propagados en mayo de 2015, con duración aproximada de 23 segundos. Algunas escenas y videoclips de las canciones de la serie fueron filmados en resolución 4K , tecnología hasta ahora desconocida en la dramaturgia del SBT.
Las filmaciones tuvieron inicio en 23 de marzo de 2015 y antes, en enero del mismo año, aconteció un workshop de perfeccionamiento para los personajes, luego después de la definición del elenco. Los primeros teasers comenzaron a ser veiculados en mayo de 2015, con duración aproximada de 23 segundos.
A finales de junio, Larissa Manoela, que interpreta las protagonistas, sufrió un accidente que la alejó temporalmente de las grabaciones y atrasó la fecha de estreno de Cúmplices de um Resgate. La actriz cayó de un caballo en Atibaia durante los trabajos y necesitó permanecer algunas semanas en reposo. La fecha de estreno fue especulada para transmitirse en julio o agosto de 2015, siendo confirmada para el 3 de agosto en una llamada divulgada el 1º de julio de 2015.

## Planteamiento de la trama
La trama presentará la historia de Isabela y Manuela (ambas interpretadas por Larissa Manoela), dos gemelas separadas después de su nacimiento y que se reencuentran después de 12 años. Regina (Maria Pinna), madre adoptiva de Isabela y empresaria de la banda C1R, raptará a Manuela con la intención de forzarla a hacerse pasar por Isabela para fomentar el éxito del grupo musical y, de esa forma, ayudar a Regina a quedarse con la fortuna de la familia. Mientras tanto, Rebeca (Juliana Baroni), modista y madre biológica de las gemelas, hará lo que sea posible para tener de vuelta a sus hijas .

## Reparto
| Actor/Actriz                    | Personaje         | Actor/Actriz de Doblaje (Piloto) |
| ------------------------------- | ----------------- | -------------------------------- |
| Larissa Manoela                 | Manuela e Isabela | Leisha Medina                    |
| Duda Nagle                      | Otávio Neto       | ¿?                               |
| Juliana Baroni                  | Rebeca Agnes      | Aura Caamaño                     |
| Maria Pinna                     | Regina/Paola      | Maythe Guedes                    |
| Alexandre Barros                | Orlando           | Henrique Palacios                |
| Dani Moreno                     | Safira            | Lileana Chacón                   |
| Tânia Bondezan                  | Marina            | Valentina Toro                   |
| João Guilherme Ávila            | Joaquim           | Walter Claro                     |
| Giovanna Chaves                 | Priscila          | ¿?                               |
| Nando Prado                     | Geraldo           | ¿?                               |
| Augusto Garcia                  | Pastor Augusto    | ¿?                               |
| Ronaldo Oliva                   | Raul              | ¿?                               |
| Maurício Ribeiro                | Fausto            | ¿?                               |
| Elam Lima                       | Pedro             | ¿?                               |
| Diego Lima (Voz)                | Manteiguinha      | Reinaldo Rojas                   |
| Fhelipe Gomes                   | Téo               | Reinaldo Rojas                   |
| Giovanni Venturini              | Nico              | ¿?                               |
| Asesta Haar                     | Nina              | ¿?                               |
| Nilton Bicudo                   | Damião            | ¿?                               |
| Pedro Garcia Netto              | Vicente           | ¿?                               |
| Camila dos Anjos                | Alícia            | ¿?                               |
| Renato Cavalcanti               | André             | ¿?                               |
| Bia Lanutti                     | Lola              | ¿?                               |
| Bárbara Bruno                   | Fiorina           | ¿?                               |
| Julia Simoura                   | Sabrina           | ¿?                               |
| Bia Jordão                      | Júlia             | Sofía Narváez                    |
| Nina Moreno                     | Flora             | ¿?                               |
| Valéria Sândalo                 | Meire             | ¿?                               |
| Vicentini Gomez                 | Giuseppe          | ¿?                               |
| Cléo Ventura                    | Aurora            | ¿?                               |
| Murilo Meola                    | Luiz              | ¿?                               |
| Ohana Hombre                    | Clara             | Yasmil López                     |
| Sophia Valverde / Duda Wendling | Dóris             | ¿?                               |
| Renata Calmon                   | Lurdinha          | ¿?                               |
| Diego Montez                    | Tomas             | ¿?                               |
| Thiago Amaral                   | Frederico         | ¿?                               |
| Gustavo Rodrigues               | Arthur            | ¿?                               |
| Lucas Moura                     | Omar              | ¿?                               |
| Luiz Carlos Félix               | Ermírio           | ¿?                               |
| Rodrigo Dorado                  | Dinho             | ¿?                               |
| Luciano Viana                   | Navarro           | ¿?                               |
| Lucas Bagatim                   | Lucas             | ¿?                               |
| Kevin Vechiatto                 | Felipe            | ¿?                               |
| Carlos De Niggro                | Vargas Houdini    | ¿?                               |
| Gabriella Di Grecco             | Gemima            | ¿?                               |
| Graciely Junqueira              | Chlóe             | ¿?                               |
| Thays Gorga                     | Helena            | Yojeved Meyer                    |

Estudio De Doblaje: Desconocido/a
Lugar De Doblaje: Venezuela

### Curiosidades
- Solo se doblo el primer episodio, fue un piloto que el cliente solicitó.

## Banda sonora
La banda sonora de la telenovela incluye temas originales de la producción y adaptaciones al portugués de temas de la versión original mexicana.

### C1R
1. Cumplices de um resgate (Versión en portugués de Cómplices al rescate)
2. Coisas boas da vida
3. Alcançar a liberdade (Versión en portugués de Alcanzar la libertad)
4. Viva & Me Deixa Viver
5. Sem Hora Marcada
6. Superstar (Versión en portugués de Superstar)
7. Na Hora H
8. Don Juan
9. Sempre contigo (Versión en portugués Contigo siempre)
10. Com você
11. Oi, psiu
12. Minha Alegria É Viver
13. Juntos (Versión en portugués de Juntos)
14. Ela quer ser Alguém
15. Ver Se Cola
16. Love Cat
17. Fugir agora
18. Fica Em Segredo
19. Quinze
20. Love, love
21. A Vida É Uma Bola
22. Tô Nem Aí
23. Pra não ter fim
24. Grandioso es tu
25. Juntos (Versão Coro) (Versión en portugués de Juntos)

## Exhibición Internacional
El 24 de septiembre de 2015, SBT anunció que Televisa se encargara de exportar la telenovela y doblarla al idioma Español, así como sucedió con su antecesora Carrossel. Lamentablemente hasta la actualidad este doblaje no se ha logrado concretar, aunque si se terminó el doblaje al idioma inglés.

## Versiones
- Cómplices al rescate, telenovela infantil-juvenil producida en 2002 por Rosy Ocampo para Televisa Niños.
- El canal hindú Miditech realizó una adaptación en 2004 titulada "Hum 2 Hain Na".
- El canal griego Mega Channel realizó una adaptación griega "komplicoj al la rekupero" con actores griegos en el 2007.